# Francesco Pignatelli (1775-1853)
Francesco Pignatelli, né le 1775 et mort le 1853 en Italie est le 7e prince de Strongoli, 9e comte de Melissa, membre de la famille Pignatelli, et neveu de Francesco Pignatelli (marquis de Laino). 
C'était un général italien partisan de la République napolitaine, puis du royaume de Naples, mis en place par Napoléon. Il est notamment nommé en 1808, commandant de la division d'infanterie de la Garde.